# Die Brücken von Madison County
Die Brücken von Madison County ist ein Roman aus dem Jahr 1992, geschrieben vom amerikanischen Autor Robert James Waller. Das Buch wurde von Warner Books, Inc. veröffentlicht. Im ersten Kapitel, “Der Anfang”, führt der Autor die Leser in die Irre, indem er sagt, dass das Buch eine wahre Geschichte sei. Tatsächlich handelt es sich um ein fiktives Werk. Die Hauptfigur, Kincaid, trägt denselben Vornamen wie der Autor und ist, wie Robert James Waller, Fotograf und Künstler.
Das Buch ist eine Liebesgeschichte über eine italienische Frau, Francesca Johnson, die Frau eines Bauern, die sich über einen Zeitraum von vier Tagen in Robert Kincaid, einen Fotojournalisten aus Bellingham, Washington, verliebt. Die Geschichte spielt in Madison County, Iowa. Winterset, die nahe gelegene Stadt, ist laut dem Buch ziemlich klein.
Der Roman wurde in 25 Sprachen übersetzt und hat weltweit 50 Millionen Exemplare verkauft. Er stand von 1992 bis 1995 insgesamt 164 Wochen auf der Bestsellerliste der New York Times. Die Geschichte wurde 1995 unter der Regie von Clint Eastwood verfilmt (siehe Die Brücken am Fluß). Meryl Streep spielt Francesca Johnson und Clint Eastwood spielt Robert Kincaid.

## Handlung
“Die Brücken von Madison County” ist ein Roman, der die kurze Liebesgeschichte von Francesca Johnson, einer Frau, und Robert Kincaid, einem Fotografen, der für National Geographic arbeitet, erzählt. Als Francescas Familie zur Illinois State Fair geht, trifft sie Robert und verbringt vier Tage mit ihm. In dieser Zeit entsteht eine tiefe Verbindung zwischen ihnen. Aber Francesca lehnt Roberts Fluchtangebot ab, weil sie ihre Familie zerstören würde. Monate später erhält sie ein Paket von Robert, in dem sie einen Zeitschriftenartikel mit ihren Fotos, Kopien seiner Fotos und einen Brief von ihm findet. Francesca beginnt über ihre Beziehung zu schreiben und diese Schriften füllen drei Bände. Als Francesca stirbt, finden ihre Kinder diese Tagebücher, Kameras und Erinnerungen. Der Erzähler geht nach Seattle, um mehr Informationen zu sammeln, und findet Nighthawk Cummings, einen älteren Musiker, der kurz vor Roberts Tod sein Freund war. Robert hatte Cummings von seiner kurzen Liebesgeschichte mit Francesca erzählt, und Cummings hatte ein Jazzstück namens „Francesca“ komponiert, das Robert in seinen letzten Monaten gerne gehört hatte.